# Sayn-Wittgenstein-Ludwigsburg

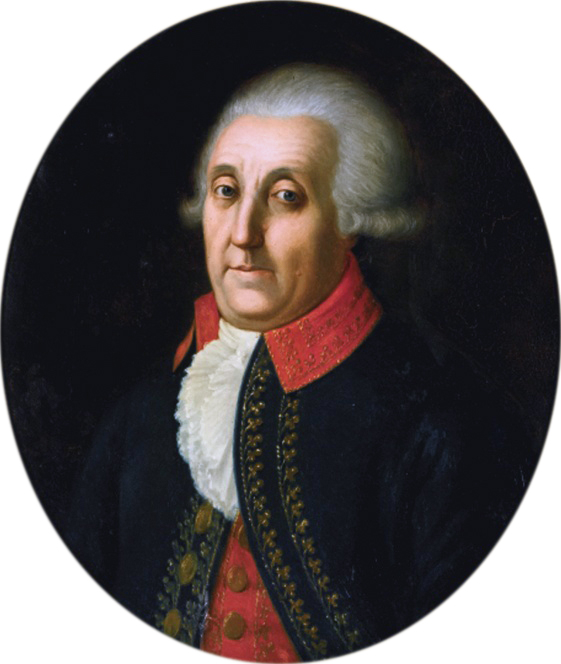
Cristián Luis Casimiro, 2º Conde de Sayn-Wittgenstein-Ludwigsburg.

Sayn-Wittgenstein-Ludwigsburg era una línea cadete de la familia Sayn-Wittgenstein-Berleburg, creada por el Conde (Graf) Casimiro (r. 1694-1741) para su hermano menor Luis Francisco (Ludwig Francis) de Sayn-Wittgenstein-Berleburg (1694-1750). Su sede era una espectacular mansión de dos alas en Berleburg construida por el maestro constructor Mannus Riedesel.
La línea no tenía posesiones territoriales por sí misma y como tal no tenía ninguna posición independiente dentro del Imperio alemán. Las siguientes generaciones florecieron como oficiales del zar de Rusia. Con las revoluciones y guerras del siglo XX, sus descendientes se dispersaron a lo largo de Europa y Norteamérica.

## Condes de Sayn-Wittgenstein-Ludwigsburg
- Luis Francisco (1694-1750)
- Cristián Luis Casimiro (1725-1797)
- Luis Adolfo Pedro (1769-1843), elevado al rango de Fürst de Sayn-Wittgenstein-Sayn en 1834 por el rey Federico Guillermo III de Prusia[2]